# Giudici della Corte costituzionale della Repubblica Italiana
La Corte costituzionale della Repubblica Italiana è composta di quindici giudici, nominati per un terzo dal Presidente della Repubblica, per un terzo dal Parlamento in seduta comune e per un terzo dalle supreme magistrature ordinaria e amministrative.

## Elezione dei giudici della Corte
L'art. 135, comma 1 della Costituzione afferma che la Corte costituzionale è composta di quindici giudici nominati:
- per un terzo dal Presidente della Repubblica;
- per un terzo dal Parlamento in seduta comune;
- per un terzo dalle supreme magistrature ordinaria e amministrativa»; di questi (secondo l'art. 2, comma 1, lettere a), b) e c) della legge n. 87 dell'11 marzo 1953):
  - tre sono eletti da un collegio del quale fanno parte il presidente, il procuratore generale, i presidenti di sezione, gli avvocati generali, i consiglieri e i sostituti procuratori generali della Corte di cassazione;
  - uno da un collegio del quale fanno parte il presidente, i presidenti di sezione e i consiglieri del Consiglio di Stato;
  - uno da un collegio del quale fanno parte il presidente, i presidenti di sezione, i consiglieri, il procuratore generale e i viceprocuratori generali della Corte dei conti.

Questa struttura mista è finalizzata a conferire equilibrio alla Corte costituzionale: per favorire tale equilibrio il costituente associa, nella composizione dell'organo, l'elevata preparazione tecnico-giuridica e la necessaria sensibilità politica.
I giudici della Corte costituzionale sono scelti tra i magistrati anche a riposo delle giurisdizioni superiori ordinaria e amministrative, i professori ordinari di università in materie giuridiche e gli avvocati dopo venti anni di esercizio (comma 2).

### Nomina parlamentare
I giudici della Corte costituzionale che nomina il Parlamento sono eletti da questo in seduta comune delle due Camere, a scrutinio segreto e con la maggioranza dei due terzi dei componenti l'Assemblea. Per gli scrutini successivi al terzo è sufficiente la maggioranza dei tre quinti dei componenti l'Assemblea. (art. 3 legge cost.). 
Fino all'entrata in vigore di tale legge costituzionale, vigevano i quorum previsti dai commi 1 e 2 (abrogati) dell'art. 3 legge n. 87 del 1953, secondo cui per i primi due scrutini era necessaria la maggioranza dei tre quinti dei componenti l'Assemblea, mentre per gli scrutini successivi al secondo era sufficiente la maggioranza dei tre quinti dei votanti. 

### Nomina presidenziale
I giudici della Corte costituzionale, la cui nomina spetta al Presidente della Repubblica, sono nominati con suo decreto. Il decreto è controfirmato dal Presidente del Consiglio dei ministri (art. 4 legge n. 87 del 1953).
La nomina dei giudici da parte del Presidente della Repubblica richiede la controfirma ministeriale del Presidente del Consiglio dei Ministri (si tratta, in questo caso, di un atto sostanzialmente presidenziale; il requisito della firma ministeriale non incide sul contenuto della decisione che è di competenza del Presidente della Repubblica.
È competenza della Corte costituzionale accertare l'esistenza dei requisiti soggettivi di ammissione dei propri componenti (...), deliberando a maggioranza assoluta dei suoi componenti (art. 2 legge cost. n. 2 del 1967). 
Le deliberazioni della Corte relative alla validità dei titoli di ammissione dei giudici sono depositate nella cancelleria. Dopo che la Corte ha accertato la validità dei titoli di ammissione dei giudici, il Presidente ne dà comunicazione al Presidente dell'organo dal quale il nuovo giudice proviene. Successivamente, i giudici sono ammessi a prestare giuramento (artt. 11 e 12 Regolamento Corte).

### Nomina da parte delle supreme magistrature
I giudici della Corte la cui nomina spetta alle supreme magistrature ordinaria e amministrative sono eletti:
- tre da un collegio del quale fanno parte il presidente della Corte di cassazione che lo presiede, il procuratore generale, i presidenti di sezione, gli avvocati generali, i consiglieri e i sostituti procuratori generali della Corte di cassazione (art. 2 c. 1 lett. a) legge n. 87 del 1953);
- uno da un collegio del quale fanno parte il presidente del Consiglio di Stato che lo presiede, i presidenti di sezione e i consiglieri del Consiglio di Stato (art. 2 c. 1 lett. b));
- uno da un collegio del quale fanno parte il presidente della Corte dei conti che lo presiede, i presidenti di sezione, i consiglieri, il procuratore generale e i viceprocuratori generali della Corte dei conti (art. 2 c. 1 lett. c)).

I componenti di ciascun collegio possono votare per un numero di candidati pari a quello dei giudici che il collegio deve eleggere. Si considerano non iscritti i nomi eccedenti tale numero (art. 2 c. 2).
Sono proclamati eletti coloro che ottengono il maggior numero di voti purché raggiungano la maggioranza assoluta dei componenti del collegio. Qualora nella prima votazione non si raggiunga tale maggioranza, si procede, nel giorno successivo, a votazione di ballottaggio tra i candidati, in numero doppio dei giudici da eleggere, che abbiano riportato il maggior numero di voti; sono proclamati eletti coloro che ottengono la maggioranza relativa. A parità di voti è proclamato eletto o entra in ballottaggio il più anziano di età (cfr. art. 4 legge cost. n. 2 del 1967).

## Presidente e vicepresidente
La Corte elegge fra i suoi componenti il presidente che rimane in carica 3 anni (fino al 1967, 4 anni) ed è rieleggibile, fatti salvi i termini di scadenza del mandato di giudice (art. 135 comma 5 Cost.)
L'elezione del Presidente ha luogo a scrutinio segreto sotto la presidenza del giudice più anziano di carica. Funzionano da scrutatori i due giudici meno anziani. Avvenuta la proclamazione, gli scrutatori distruggono le schede della votazione (art. 7 commi 1, 3, 4 Regolamento Corte). 
Nel caso nessuno riporti la maggioranza dei componenti, si procede ad una nuova votazione e, dopo di questa, eventualmente, alla votazione di ballottaggio tra i candidati che hanno ottenuto il maggior numero di voti e si proclama eletto chi abbia riportato la maggioranza. In caso di parità è proclamato eletto il più anziano di carica e, in mancanza, il più anziano di età (art. 6 commi 1 e 2 legge n. 87 del 1953).
Il Presidente, subito dopo l'insediamento nella carica, designa un giudice destinato a sostituirlo per il tempo necessario in caso di impedimento (art. 6 co. 4); tale giudice assume il titolo di vicepresidente, ai sensi dell'art. 22-bis del Regolamento della Corte; un secondo vicepresidente può essere nominato dalla Corte su proposta del Presidente.

## Mandato dei giudici
I giudici hanno l'obbligo d'intervenire alle sedute della Corte quando non siano legittimamente impediti (art. 6 comma 1 Regolamento Corte). 

### Durata del mandato
I giudici della Corte, prima di assumere le funzioni, prestano giuramento di osservare la Costituzione e le leggi, nelle mani del Presidente della Repubblica, alla presenza dei Presidenti delle Camere (art. 5 legge n. 87 del 1953). 
Il mandato, decorrente dal giorno del giuramento e non rinnovabile, inizialmente durava 12 anni; dal 1967 è stato ridotto a 9 anni (cfr. art. 135 comma 3 Cost.).
Tra i giudici che prestano giuramento nello stesso giorno, viene considerato il più anziano quello di maggiore età (art. 13 comma 2 Regolamento Corte).

### Scadenza del mandato
Alla scadenza del termine il giudice costituzionale cessa dalla carica e dall'esercizio delle funzioni (art. 135 comma 4 Cost.) (divieto di cd. prorogatio). Tale comma è stato aggiunto dalla legge costituzionale 2/1967, quando la Corte, nel silenzio della carta fondamentale, aveva riconosciuto esplicitamente la prorogatio (all'art. 18 del Regolamento generale) di fronte ai ritardi del Parlamento in seduta comune nell'elezione dei giudici della Corte di sua spettanza e di fronte al pericolo di una paralisi del collegio.
Della cessazione dalla carica di giudice il Presidente dà comunicazione all'organo che ha nominato il giudice. In ogni caso, di tale cessazione si dà anche notizia al Presidente della Repubblica e ai Presidenti dei due rami del Parlamento (art. 8 Regolamento Corte; cfr. art. 5 comma 1 legge cost. n. 2 del 1967). 
I giudici cessati dall'ufficio, sempre che siano stati in carica per almeno quattro anni, assumono il titolo di giudice emerito (art. 20 Regolamento Corte).

### Compatibilità
L'ufficio di giudice della Corte è incompatibile con quello di membro del Parlamento, di un Consiglio regionale, con l'esercizio della professione di avvocato e con ogni carica ed ufficio indicati dalla legge (art. 135 comma 6 Cost.). 
I giudici della Corte non possono assumere o conservare altri uffici o impieghi pubblici o privati, né esercitare attività professionali, commerciali o industriali, funzioni di amministratore o sindaco in società che abbiano fine di lucro. Durante il periodo di appartenenza alla Corte i giudici che siano magistrati in attività di servizio, o professori universitari, non potranno continuare nell'esercizio delle loro funzioni. Essi saranno collocati fuori ruolo per tutto il periodo in cui restano in carica e fino a quando non raggiungono i limiti di età per essere collocati a riposo. I giudici della Corte non possono far parte di commissioni giudicatrici di concorso, né ricoprire cariche universitarie e non possono essere candidati in elezioni amministrative o politiche (art. 7 commi 1, 2, 3 e 5 legge n. 87 del 1953). 
I giudici della Corte non possono svolgere attività inerente ad una associazione o partito politico (art. 8 legge n. 87). 
Sulle questioni relative alle incompatibilità dei giudici decide esclusivamente la Corte (art. 14 Regolamento Corte). 

### Rimozione o sospensione
I giudici della Corte non possono essere rimossi né sospesi dal loro ufficio se non con decisione della Corte, per sopravvenuta incapacità fisica o civile o per gravi mancanze nell'esercizio delle loro funzioni (art. 3 comma 1 legge cost. n. 1 del 1948). 
I giudici della Corte possono essere rimossi o sospesi dal loro ufficio solo in seguito a deliberazione della Corte presa a maggioranza di due terzi dei componenti che partecipano all'adunanza. 
Il giudice della Corte che per sei mesi non eserciti le sue funzioni decade dalla carica (artt. 7 e 8 legge cost. n. 1 del 1953). 
Nel caso in cui si debba procedere alla sospensione o rimozione o alla pronuncia di decadenza di un giudice (...), il Presidente convoca la Corte, previa deliberazione dell'Ufficio di presidenza (art. 16 comma 1 Regolamento Corte). 
Le dimissioni del giudice devono essere presentate alla Corte. La deliberazione con la quale la Corte accetta le dimissioni è depositata in cancelleria (art. 17 Regolamento Corte). 

### Immunità
Finché durano in carica, i giudici della Corte godono dell'immunità accordata nel secondo comma dell'art. 68 Cost. ai membri delle due Camere. L'autorizzazione ivi prevista è data dalla Corte costituzionale. (art. 3 comma 2 legge cost. n. 1 del 1948).
I giudici della Corte non sono sindacabili, né possono essere perseguiti per le opinioni espresse e i voti dati nell'esercizio delle loro funzioni (art. 5 legge cost. n. 1 del 1953).
Le domande dell'autorità competente per sottoporre a procedimento penale o procedere all'arresto di un giudice della Corte sono trasmesse alla Corte stessa per il tramite del Ministero della giustizia (art. 9 legge n. 87). 
Qualora pervenga alla Corte la richiesta di autorizzazione (...), il Presidente nomina una commissione di tre giudici per la relazione e fissa la seduta della Corte per un giorno non successivo al trentesimo da quello in cui è pervenuta la richiesta. Della richiesta e della convocazione è data notizia al giudice, che può prendere visione degli atti depositati presso la presidenza. Il giudice può presentare memorie scritte e ha diritto di essere ascoltato, quando ne faccia richiesta. La deliberazione della Corte è presa a scrutinio segreto ed è depositata nella cancelleria (art. 15 Regolamento Corte). 
Tutti i provvedimenti che la Corte adotta nei confronti dei giudici (...) sono deliberati in camera di consiglio ed a maggioranza dei suoi componenti; essi devono essere motivati e sono resi pubblici (...) (art. 11 legge n. 87). 

### Retribuzione
I giudici della Corte hanno tutti egualmente una retribuzione corrispondente al più elevato livello tabellare che sia stato raggiunto dal magistrato della giurisdizione ordinaria investito delle più alte funzioni, aumentato della metà e corrispondente quindi a 360.000 euro lordi all'anno (all'incirca 12.618 euro netti al mese nel 2015). Al Presidente è inoltre attribuita una indennità di rappresentanza pari ad un quinto della retribuzione. Tale trattamento sostituisce ed assorbe quello che ciascuno, nella sua qualità di funzionario di Stato o di altro ente pubblico, in servizio o a riposo, aveva prima della nomina a giudice della Corte (art. 12 commi 1 e 2 legge n. 87; cfr. art. 6 legge cost. n. 1 del 1953). 
Le retribuzioni e le indennità spettanti ai giudici sono a carico del bilancio della Corte (art. 19 Regolamento Corte).

## Elenco cronologico
La data di inizio del mandato è quella del giuramento e non quella di designazione. In grassetto i giudici costituzionali in carica.
I giudici sono elencati in ordine di data di giuramento, di designazione e di età. L'elenco è aggiornato al 13 febbraio 2025, data dell'ultima variazione.
| Giudice                       | Qualifica                       | Autorità designante         | Designazione      | Giuramento        | Fine mandato      | Presidente | Vicepresidente |
| ----------------------------- | ------------------------------- | --------------------------- | ----------------- | ----------------- | ----------------- | ---------- | -------------- |
| Ernesto Battaglini            | Avvocato generale               | Corte di cassazione         | 19 marzo 1953     | 15 dicembre 1955  | 3 luglio 1960     |            |                |
| Antonino Papaldo              | Magistrato amministrativo       | Consiglio di Stato          | 19 marzo 1953     | 15 dicembre 1955  | 15 dicembre 1967  |            | 1966-1967      |
| Giuseppe Lampis               | Magistrato ordinario giudicante | Corte di cassazione         | 7 ottobre 1953    | 15 dicembre 1955  | 30 maggio 1956    |            |                |
| Mario Cosatti                 | Magistrato contabile            | Corte dei conti             | 15 maggio 1954    | 15 dicembre 1955  | 4 febbraio 1963   |            | 1962-1963      |
| Francesco Pantaleo Gabrieli   | Magistrato ordinario giudicante | Corte di cassazione         | 13 novembre 1955  | 15 dicembre 1955  | 15 luglio 1962    |            |                |
| Gaspare Ambrosini             | Professore ordinario            | Parlamento in seduta comune | 15 novembre 1955  | 15 dicembre 1955  | 15 dicembre 1967  | 1962-1967  | 1961-1962      |
| Mario Bracci                  | Professore ordinario            | Parlamento in seduta comune | 15 novembre 1955  | 15 dicembre 1955  | 15 maggio 1959    |            |                |
| Giuseppe Cappi                | Avvocato                        | Parlamento in seduta comune | 30 novembre 1955  | 15 dicembre 1955  | 12 luglio 1963    | 1961-1962  |                |
| Nicola Jaeger                 | Professore ordinario            | Parlamento in seduta comune | 30 novembre 1955  | 15 dicembre 1955  | 15 dicembre 1967  |            |                |
| Giovanni Cassandro            | Professore ordinario            | Parlamento in seduta comune | 30 novembre 1955  | 15 dicembre 1955  | 15 dicembre 1967  |            |                |
| Enrico De Nicola              | Avvocato                        | Presidente della Repubblica | 3 dicembre 1955   | 15 dicembre 1955  | 26 marzo 1957     | 1956-1957  |                |
| Gaetano Azzariti              | Magistrato ordinario giudicante | Presidente della Repubblica | 3 dicembre 1955   | 15 dicembre 1955  | 5 gennaio 1961    | 1957-1961  | 1956-1957      |
| Tomaso Perassi                | Professore ordinario            | Presidente della Repubblica | 3 dicembre 1955   | 15 dicembre 1955  | 3 novembre 1960   |            | 1957-1960      |
| Giuseppe Capograssi           | Professore ordinario            | Presidente della Repubblica | 3 dicembre 1955   | 15 dicembre 1955  | 23 aprile 1956    |            |                |
| Giuseppe Castelli Avolio      | Magistrato amministrativo       | Presidente della Repubblica | 3 dicembre 1955   | 15 dicembre 1955  | 15 luglio 1966    |            | 1963-1966      |
| Biagio Petrocelli             | Professore ordinario            | Presidente della Repubblica | 5 maggio 1956     | 9 maggio 1956     | 9 maggio 1968     |            |                |
| Antonio Manca                 | Magistrato ordinario requirente | Corte di cassazione         | 23 giugno 1956    | 3 luglio 1956     | 3 luglio 1968     |            |                |
| Aldo Mazzini Sandulli         | Professore ordinario            | Presidente della Repubblica | 30 marzo 1957     | 4 aprile 1957     | 4 aprile 1969     | 1968-1969  |                |
| Giuseppe Branca               | Professore ordinario            | Parlamento in seduta comune | 2 luglio 1959     | 9 luglio 1959     | 9 luglio 1971     | 1969-1971  | 1968-1969      |
| Michele Fragali               | Magistrato ordinario giudicante | Corte di cassazione         | 20 luglio 1960    | 2 agosto 1960     | 2 agosto 1972     |            | 1969-1972      |
| Costantino Mortati            | Professore ordinario            | Presidente della Repubblica | 2 dicembre 1960   | 20 dicembre 1960  | 20 dicembre 1972  |            | 1972           |
| Giuseppe Chiarelli            | Professore ordinario            | Presidente della Repubblica | 2 febbraio 1961   | 16 febbraio 1961  | 16 febbraio 1973  | 1971-1973  |                |
| Giuseppe Verzì                | Magistrato ordinario giudicante | Corte di cassazione         | 27 luglio 1962    | 1º agosto 1962    | 1º agosto 1974    |            | 1972-1974      |
| Giovanni Battista Benedetti   | Magistrato contabile            | Corte dei conti             | 26 febbraio 1963  | 11 luglio 1963    | 11 luglio 1975    |            | 1974-1975      |
| Francesco Paolo Bonifacio     | Professore ordinario            | Parlamento in seduta comune | 2 ottobre 1963    | 25 ottobre 1963   | 25 ottobre 1975   | 1973-1975  |                |
| Luigi Oggioni                 | Magistrato ordinario giudicante | Presidente della Repubblica | 16 agosto 1966    | 29 settembre 1966 | 29 settembre 1978 |            | 1975-1978      |
| Angelo De Marco               | Magistrato amministrativo       | Consiglio di Stato          | 17 dicembre 1967  | 10 gennaio 1968   | 10 gennaio 1977   |            |                |
| Ercole Rocchetti              | Avvocato                        | Parlamento in seduta comune | 19 dicembre 1967  | 10 gennaio 1968   | 10 gennaio 1977   |            |                |
| Enzo Capalozza                | Avvocato                        | Parlamento in seduta comune | 19 dicembre 1967  | 10 gennaio 1968   | 10 gennaio 1977   |            |                |
| Vincenzo Trimarchi            | Professore ordinario            | Parlamento in seduta comune | 19 dicembre 1967  | 10 gennaio 1968   | 10 gennaio 1977   |            |                |
| Vezio Crisafulli              | Professore ordinario            | Presidente della Repubblica | 14 maggio 1968    | 25 maggio 1968    | 2 agosto 1979     |            |                |
| Nicola Reale                  | Magistrato ordinario requirente | Corte di cassazione         | 6 luglio 1968     | 18 luglio 1968    | 2 agosto 1979     |            |                |
| Paolo Rossi                   | Professore ordinario            | Presidente della Repubblica | 2 maggio 1969     | 9 maggio 1969     | 2 agosto 1979     | 1975-1978  |                |
| Leonetto Amadei               | Avvocato                        | Parlamento in seduta comune | 27 giugno 1972    | 28 giugno 1972    | 28 giugno 1981    | 1979-1981  |                |
| Giulio Gionfrida              | Magistrato ordinario giudicante | Corte di cassazione         | 4 ottobre 1972    | 10 ottobre 1972   | 10 ottobre 1981   |            | 1979-1981      |
| Edoardo Volterra              | Professore ordinario            | Presidente della Repubblica | 5 gennaio 1973    | 23 gennaio 1973   | 23 gennaio 1982   |            | 1981-1982      |
| Guido Astuti                  | Professore ordinario            | Presidente della Repubblica | 19 febbraio 1973  | 22 febbraio 1973  | 7 ottobre 1980    |            |                |
| Michele Rossano               | Magistrato ordinario requirente | Corte di cassazione         | 28 settembre 1974 | 3 ottobre 1974    | 3 ottobre 1983    |            |                |
| Antonino De Stefano           | Magistrato contabile            | Corte dei conti             | 12 luglio 1975    | 15 luglio 1975    | 15 luglio 1984    |            | 1982-1984      |
| Leopoldo Elia                 | Professore ordinario            | Parlamento in seduta comune | 30 aprile 1976    | 7 maggio 1976     | 7 maggio 1985     | 1981-1985  |                |
| Guglielmo Roehrssen           | Magistrato amministrativo       | Consiglio di Stato          | 21 dicembre 1976  | 13 gennaio 1977   | 13 gennaio 1986   |            | 1984-1986      |
| Oronzo Reale                  | Avvocato                        | Parlamento in seduta comune | 27 gennaio 1977   | 31 gennaio 1977   | 31 gennaio 1986   |            |                |
| Brunetto Bucciarelli-Ducci    | Magistrato ordinario giudicante | Parlamento in seduta comune | 27 gennaio 1977   | 31 gennaio 1977   | 31 gennaio 1986   |            |                |
| Alberto Malagugini            | Avvocato                        | Parlamento in seduta comune | 27 gennaio 1977   | 31 gennaio 1977   | 31 gennaio 1986   |            |                |
| Livio Paladin                 | Professore ordinario            | Presidente della Repubblica | 23 giugno 1977    | 1º luglio 1977    | 1º luglio 1986    | 1985-1986  |                |
| Arnaldo Maccarone             | Magistrato ordinario giudicante | Corte di cassazione         | 25 luglio 1977    | 21 settembre 1977 | 20 settembre 1984 |            |                |
| Antonio La Pergola            | Professore ordinario            | Presidente della Repubblica | 7 giugno 1978     | 14 giugno 1978    | 14 giugno 1987    | 1986-1987  | 1986           |
| Virgilio Andrioli             | Professore ordinario            | Presidente della Repubblica | 11 ottobre 1978   | 26 ottobre 1978   | 26 ottobre 1987   |            | 1986-1987      |
| Giuseppe Ferrari              | Professore ordinario            | Presidente della Repubblica | 21 ottobre 1980   | 7 novembre 1980   | 11 giugno 1987    |            |                |
| Francesco Saja                | Avvocato generale               | Corte di cassazione         | 14 ottobre 1981   | 22 ottobre 1981   | 22 ottobre 1990   | 1987-1990  |                |
| Giovanni Conso                | Professore ordinario            | Presidente della Repubblica | 25 gennaio 1982   | 3 febbraio 1982   | 3 febbraio 1991   | 1990-1991  | 1987-1990      |
| Ettore Gallo                  | Professore ordinario            | Parlamento in seduta comune | 30 giugno 1982    | 14 luglio 1982    | 14 luglio 1991    | 1991       | 1990-1991      |
| Aldo Corasaniti               | Avvocato generale               | Corte di cassazione         | 26 ottobre 1983   | 14 novembre 1983  | 14 novembre 1992  | 1991-1992  | 1991           |
| Giuseppe Borzellino           | Magistrato contabile            | Corte dei conti             | 18 luglio 1984    | 24 luglio 1984    | 24 luglio 1993    |            | 1991-1993      |
| Francesco Greco               | Magistrato ordinario giudicante | Corte di cassazione         | 11 ottobre 1984   | 13 novembre 1984  | 13 novembre 1993  |            | 1993           |
| Renato Dell'Andro             | Professore ordinario            | Parlamento in seduta comune | 23 luglio 1985    | 29 luglio 1985    | 29 ottobre 1990   |            |                |
| Gabriele Pescatore            | Magistrato amministrativo       | Consiglio di Stato          | 20 dicembre 1985  | 14 gennaio 1986   | 14 gennaio 1995   |            | 1993-1995      |
| Ugo Spagnoli                  | Avvocato                        | Parlamento in seduta comune | 6 febbraio 1986   | 25 febbraio 1986  | 25 febbraio 1995  |            | 1995           |
| Francesco Paolo Casavola      | Professore ordinario            | Parlamento in seduta comune | 6 febbraio 1986   | 25 febbraio 1986  | 25 febbraio 1995  | 1992-1995  |                |
| Antonio Baldassarre           | Professore ordinario            | Presidente della Repubblica | 8 agosto 1986     | 8 settembre 1986  | 8 settembre 1995  | 1995       |                |
| Vincenzo Caianiello           | Magistrato amministrativo       | Parlamento in seduta comune | 9 ottobre 1986    | 23 ottobre 1986   | 23 ottobre 1995   | 1995       | 1995           |
| Mauro Ferri                   | Avvocato                        | Presidente della Repubblica | 27 ottobre 1987   | 3 novembre 1987   | 3 novembre 1996   | 1995-1996  | 1995           |
| Luigi Mengoni                 | Professore ordinario            | Presidente della Repubblica | 27 ottobre 1987   | 3 novembre 1987   | 3 novembre 1996   |            | 1995-1996      |
| Enzo Cheli                    | Professore ordinario            | Presidente della Repubblica | 27 ottobre 1987   | 3 novembre 1987   | 3 novembre 1996   |            | 1996           |
| Renato Granata                | Magistrato ordinario giudicante | Corte di cassazione         | 23 ottobre 1990   | 7 novembre 1990   | 7 novembre 1999   | 1996-1999  |                |
| Giuliano Vassalli             | Professore ordinario            | Presidente della Repubblica | 4 febbraio 1991   | 13 febbraio 1991  | 13 febbraio 2000  | 1999-2000  | 1996-1999      |
| Francesco Guizzi              | Professore ordinario            | Parlamento in seduta comune | 14 novembre 1991  | 21 novembre 1991  | 21 novembre 2000  |            | 1999-2000      |
| Cesare Mirabelli              | Professore ordinario            | Parlamento in seduta comune | 14 novembre 1991  | 21 novembre 1991  | 21 novembre 2000  | 2000       | 1999-2000      |
| Fernando Santosuosso          | Magistrato ordinario giudicante | Corte di cassazione         | 19 novembre 1992  | 4 dicembre 1992   | 4 dicembre 2001   |            | 2001           |
| Massimo Vari                  | Magistrato contabile            | Corte dei conti             | 15 luglio 1993    | 27 luglio 1993    | 27 luglio 2002    |            | 2001-2002      |
| Cesare Ruperto                | Magistrato ordinario giudicante | Corte di cassazione         | 16 novembre 1993  | 2 dicembre 1993   | 2 dicembre 2002   | 2001-2002  |                |
| Riccardo Chieppa              | Magistrato amministrativo       | Consiglio di Stato          | 17 dicembre 1994  | 23 gennaio 1995   | 23 gennaio 2004   | 2002-2004  | 2002           |
| Gustavo Zagrebelsky           | Professore ordinario            | Presidente della Repubblica | 9 settembre 1995  | 13 settembre 1995 | 13 settembre 2004 | 2004       | 2002-2004      |
| Valerio Onida                 | Professore ordinario            | Parlamento in seduta comune | 24 gennaio 1996   | 30 gennaio 1996   | 30 gennaio 2005   | 2004-2005  | 2004           |
| Carlo Mezzanotte              | Professore ordinario            | Parlamento in seduta comune | 24 gennaio 1996   | 30 gennaio 1996   | 30 gennaio 2005   |            | 2004-2005      |
| Fernanda Contri               | Avvocato                        | Presidente della Repubblica | 4 novembre 1996   | 6 novembre 1996   | 6 novembre 2005   |            | 2005           |
| Guido Neppi Modona            | Professore ordinario            | Presidente della Repubblica | 4 novembre 1996   | 6 novembre 1996   | 6 novembre 2005   |            | 2005           |
| Piero Alberto Capotosti       | Professore ordinario            | Presidente della Repubblica | 4 novembre 1996   | 6 novembre 1996   | 6 novembre 2005   | 2005       |                |
| Annibale Marini               | Professore ordinario            | Parlamento in seduta comune | 18 giugno 1997    | 9 luglio 1997     | 9 luglio 2006     | 2005-2006  |                |
| Franco Bile                   | Magistrato ordinario giudicante | Corte di cassazione         | 29 ottobre 1999   | 8 novembre 1999   | 8 novembre 2008   | 2006-2008  | 2005-2006      |
| Giovanni Maria Flick          | Professore ordinario            | Presidente della Repubblica | 14 febbraio 2000  | 18 febbraio 2000  | 18 febbraio 2009  | 2008-2009  | 2005-2008      |
| Francesco Amirante            | Magistrato ordinario giudicante | Corte di cassazione         | 23 novembre 2001  | 7 dicembre 2001   | 7 dicembre 2010   | 2009-2010  | 2008-2009      |
| Ugo De Siervo                 | Professore ordinario            | Parlamento in seduta comune | 24 aprile 2002    | 29 aprile 2002    | 29 aprile 2011    | 2010-2011  | 2009-2010      |
| Romano Vaccarella             | Professore ordinario            | Parlamento in seduta comune | 24 aprile 2002    | 29 aprile 2002    | 4 maggio 2007     |            |                |
| Paolo Maddalena               | Magistrato contabile            | Corte dei conti             | 19 luglio 2002    | 30 luglio 2002    | 30 luglio 2011    |            | 2010-2011      |
| Alfio Finocchiaro             | Magistrato ordinario giudicante | Corte di cassazione         | 7 novembre 2002   | 5 dicembre 2002   | 5 dicembre 2011   |            | 2011           |
| Alfonso Quaranta              | Magistrato amministrativo       | Consiglio di Stato          | 16 dicembre 2003  | 27 gennaio 2004   | 27 gennaio 2013   | 2011-2013  |                |
| Franco Gallo                  | Professore ordinario            | Presidente della Repubblica | 14 settembre 2004 | 16 settembre 2004 | 16 settembre 2013 | 2013       | 2011-2013      |
| Luigi Mazzella                | Avvocato dello Stato            | Parlamento in seduta comune | 15 giugno 2005    | 28 giugno 2005    | 28 giugno 2014    |            | 2013-2014      |
| Gaetano Silvestri             | Professore ordinario            | Parlamento in seduta comune | 22 giugno 2005    | 28 giugno 2005    | 28 giugno 2014    | 2013-2014  | 2013           |
| Sabino Cassese                | Professore ordinario            | Presidente della Repubblica | 4 novembre 2005   | 9 novembre 2005   | 9 novembre 2014   |            |                |
| Maria Rita Saulle             | Professore ordinario            | Presidente della Repubblica | 4 novembre 2005   | 9 novembre 2005   | 7 luglio 2011     |            |                |
| Giuseppe Tesauro              | Professore ordinario            | Presidente della Repubblica | 4 novembre 2005   | 9 novembre 2005   | 9 novembre 2014   | 2014       |                |
| Paolo Maria Napolitano        | Magistrato amministrativo       | Parlamento in seduta comune | 5 luglio 2006     | 10 luglio 2006    | 10 luglio 2015    |            | 2014           |
| Giuseppe Frigo                | Avvocato                        | Parlamento in seduta comune | 21 ottobre 2008   | 23 ottobre 2008   | 7 novembre 2016   |            |                |
| Alessandro Criscuolo          | Magistrato ordinario giudicante | Corte di cassazione         | 28 ottobre 2008   | 11 novembre 2008  | 11 novembre 2017  | 2014-2016  |                |
| Paolo Grossi                  | Professore ordinario            | Presidente della Repubblica | 17 febbraio 2009  | 23 febbraio 2009  | 23 febbraio 2018  | 2016-2018  |                |
| Giorgio Lattanzi              | Magistrato ordinario giudicante | Corte di cassazione         | 19 novembre 2010  | 9 dicembre 2010   | 9 dicembre 2019   | 2018- 2019 | 2014-2018      |
| Aldo Carosi                   | Magistrato contabile            | Corte dei conti             | 17 luglio 2011    | 13 settembre 2011 | 13 settembre 2020 |            | 2016-2020      |
| Marta Cartabia                | Professore ordinario            | Presidente della Repubblica | 2 settembre 2011  | 13 settembre 2011 | 13 settembre 2020 | 2019-2020  | 2014-2019      |
| Sergio Mattarella             | Avvocato                        | Parlamento in seduta comune | 5 ottobre 2011    | 11 ottobre 2011   | 2 febbraio 2015   |            |                |
| Mario Rosario Morelli         | Magistrato ordinario giudicante | Corte di cassazione         | 18 novembre 2011  | 12 dicembre 2011  | 12 dicembre 2020  | 2020       | 2018-2020      |
| Giancarlo Coraggio            | Magistrato amministrativo       | Consiglio di Stato          | 29 novembre 2012  | 28 gennaio 2013   | 28 gennaio 2022   | 2020-2022  | 2020           |
| Giuliano Amato                | Professore ordinario            | Presidente della Repubblica | 12 settembre 2013 | 18 settembre 2013 | 18 settembre 2022 | 2022       | 2020-2022      |
| Daria de Pretis               | Professore ordinario            | Presidente della Repubblica | 18 ottobre 2014   | 11 novembre 2014  | 11 novembre 2023  |            | 2022-2023      |
| Nicolò Zanon                  | Professore ordinario            | Presidente della Repubblica | 18 ottobre 2014   | 11 novembre 2014  | 11 novembre 2023  |            | 2022-2023      |
| Silvana Sciarra               | Professore ordinario            | Parlamento in seduta comune | 6 novembre 2014   | 11 novembre 2014  | 11 novembre 2023  | 2022-2023  | 2022           |
| Franco Modugno                | Professore ordinario            | Parlamento in seduta comune | 16 dicembre 2015  | 21 dicembre 2015  | 21 dicembre 2024  |            | 2023-2024      |
| Augusto Barbera               | Professore ordinario            | Parlamento in seduta comune | 16 dicembre 2015  | 21 dicembre 2015  | 21 dicembre 2024  | 2023-2024  |                |
| Giulio Prosperetti            | Professore ordinario            | Parlamento in seduta comune | 16 dicembre 2015  | 21 dicembre 2015  | 21 dicembre 2024  |            | 2023-2024      |
| Giovanni Amoroso              | Magistrato ordinario giudicante | Corte di cassazione         | 26 ottobre 2017   | 13 novembre 2017  |                   | 2025-      | 2023-2024      |
| Francesco Viganò              | Professore ordinario            | Presidente della Repubblica | 24 febbraio 2018  | 8 marzo 2018      |                   |            | 2025-          |
| Luca Antonini                 | Professore ordinario            | Parlamento in seduta comune | 19 luglio 2018    | 26 luglio 2018    |                   |            | 2025-          |
| Stefano Petitti               | Magistrato ordinario giudicante | Corte di cassazione         | 28 novembre 2019  | 10 dicembre 2019  |                   |            |                |
| Angelo Buscema                | Magistrato contabile            | Corte dei conti             | 12 luglio 2020    | 15 settembre 2020 |                   |            |                |
| Emanuela Navarretta           | Professore ordinario            | Presidente della Repubblica | 9 settembre 2020  | 15 settembre 2020 |                   |            |                |
| Maria Rosaria San Giorgio     | Magistrato ordinario giudicante | Corte di cassazione         | 16 dicembre 2020  | 17 dicembre 2020  |                   |            |                |
| Filippo Patroni Griffi        | Magistrato amministrativo       | Consiglio di Stato          | 15 dicembre 2021  | 29 gennaio 2022   |                   |            |                |
| Marco D'Alberti               | Professore ordinario            | Presidente della Repubblica | 15 settembre 2022 | 20 settembre 2022 |                   |            |                |
| Giovanni Pitruzzella          | Professore ordinario            | Presidente della Repubblica | 6 novembre 2023   | 14 novembre 2023  |                   |            |                |
| Antonella Sciarrone Alibrandi | Professore ordinario            | Presidente della Repubblica | 6 novembre 2023   | 14 novembre 2023  |                   |            |                |
| Massimo Luciani               | Professore ordinario            | Parlamento in seduta comune | 13 febbraio 2025  | 19 febbraio 2025  |                   |            |                |
| Maria Alessandra Sandulli     | Professore ordinario            | Parlamento in seduta comune | 13 febbraio 2025  | 19 febbraio 2025  |                   |            |                |
| Roberto Cassinelli            | Avvocato                        | Parlamento in seduta comune | 13 febbraio 2025  | 19 febbraio 2025  |                   |            |                |
| Francesco Saverio Marini      | Professore ordinario            | Parlamento in seduta comune | 13 febbraio 2025  | 19 febbraio 2025  |                   |            |                |

## Linea temporale
Legenda:   Giudice ·    Vicepresidente ·    Presidente F.F. ·    Presidente ·    In prorogatio

## Statistiche
Dei 125 giudici:
- 43 sono stati nominati dal Presidente della Repubblica scegliendo 37 professori universitari, 3 avvocati e 3 magistrati;
- 41 sono stati eletti dal Parlamento in seduta comune scegliendo 27 professori universitari, 11 avvocati e 3 magistrati;
- 25 sono stati eletti dalla Corte di cassazione scegliendoli al suo interno;
- 8 sono stati eletti dalla Corte dei conti scegliendoli al suo interno;
- 8 sono stati eletti dal Consiglio di Stato scegliendoli al suo interno;
- 9 sono donne (6 nominate dal Presidente della Repubblica, 2 elette dal Parlamento in seduta comune e 1 eletta dalla Corte di cassazione) e tutti gli altri uomini.

Escludendo i 15 giudici in carica, gli altri 110 giudici sono cessati dalla carica:
- 76 per scadenza del mandato novennale;
- 15 per scadenza del mandato dodicennale;
- 14 mortis causa;
- 4 per dimissioni;
- 1 per dimissioni a seguito dell'elezione a presidente della Repubblica.

I giudici più giovani al momento dell'insediamento sono stati Bonifacio (40 anni), Sandulli (41 anni), Cassandro (42 anni), Paladin (43 anni) e Baldassarre (45 anni).

Invece i più anziani sono stati De Nicola (78 anni), Modugno e Barbera (77 anni), Grossi (76 anni) e Vassalli (75 anni).